# Ravsted
Ravsted er en landsby i Sønderjylland med 415 indbyggere  (2024). Ravsted er beliggende otte kilometer nord for Bylderup-Bov, 24 kilometer nordøst for Tønder og 25 kilometer vest for Aabenraa. Landsbyen tilhører Aabenraa Kommune og er beliggende i Region Syddanmark.
Den hører til Ravsted Sogn, og Ravsted Kirke samt Ravsted Skole ligger i landsbyen.